# Jean Sider
Pour les articles homonymes, voir Sider.
Jean Sider est un écrivain ufologue français né le 1er avril 1933 au Havre et mort le  1er décembre 2024 à Saint-Nazaire. Après une carrière passée dans les Chemins de Fer français, il s'est intéressé aux vagues d'apparitions célestes de la fin du XIXe siècle aux États-Unis et du milieu du XXe siècle en France, à l'affaire Roswell, ainsi qu'aux folklores celte et anglo-saxon.  

## Biographie
Ayant lui-même été à 18 ans le témoin d'un phénomène aérospatial non identifié (PAN) en 1951 à Pont-Croix (Finistère), Jean Sider commence à se consacrer au phénomène des ovnis dès 1954.
Il rédige de nombreux articles pour des revues spécialisées, comme Lumières dans la nuit (LDLN) (dès le début des années 1980), Parasciences & Transcommunication, Ufologia, Inforespace (revue belge de la SOBEPS), OVNI Présence, Ufo Log, Top secret  etc.
Il est adepte de l'« hypothèse Gaïa » et des « théories Gaïa » résultantes.[réf. nécessaire]

## Ouvrages et publications

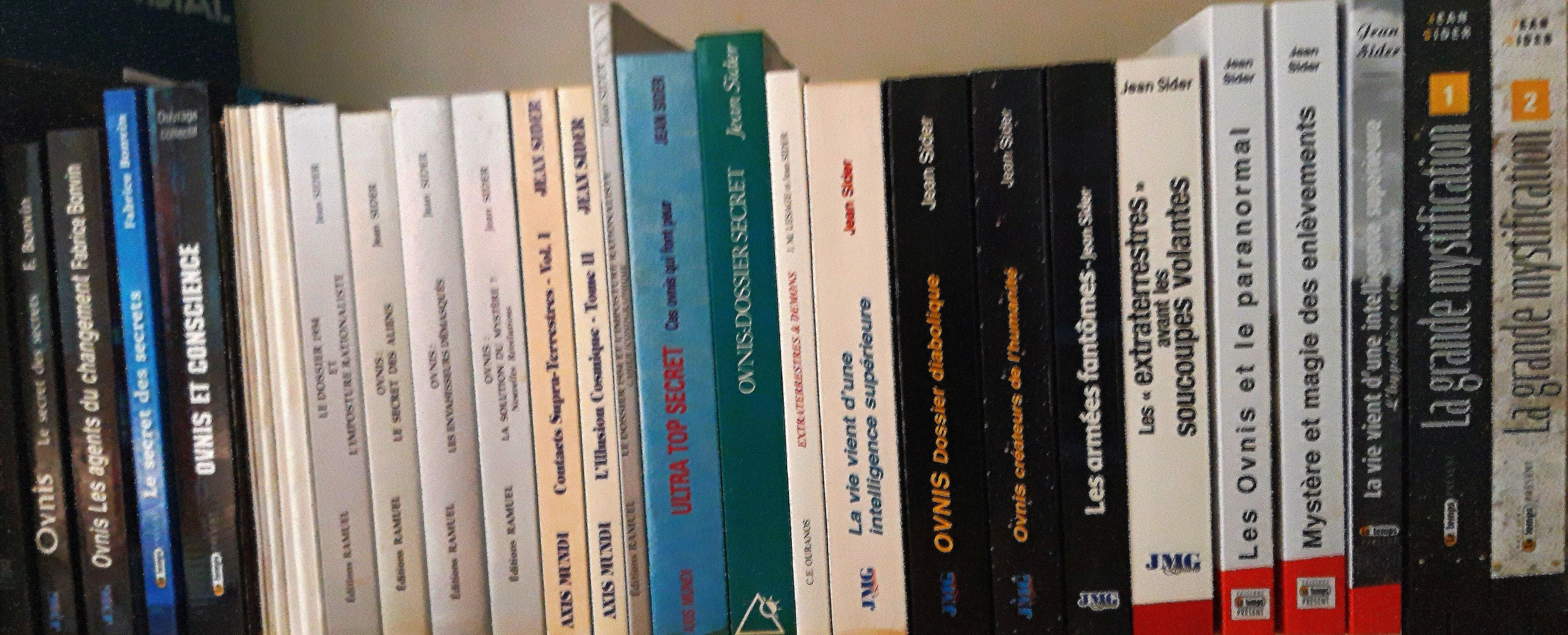
Œuvres de Jean Sider (D), et de Fabrice Bonvin (G).

- L'Airship de 1897, autoédité à Paris en 1987, mis en forme avec Thierry Pindivic
- Ultra Top Secret: ces OVNIS qui font peur, éd. Axis Mundi, 1990 (préface de Rémy Chauvin)
- OVNIS : Dossier Secret, éd. du Rocher, 1994 (préface de Jacques Vallée)

- Série Contacts Supra-Terrestres
  - Leurres et manipulations (I), éd. Axis Mundi, 1994 (dédié à Aimé Michel)
  - L'Illusion Cosmique (II), éd. Axis Mundi, 1995
- L'Airship de 1897 - Contribution à l'étude socio-historique de la vague de dirigeables fantômes aux États-Unis, éd. Beaupré, 1995
- Le Dossier 1954 et l'Imposture Rationaliste, éd. RAMUEL, 1997
  - et son Cahier Iconographique, éd. RAMUEL, 1997

- Série OVNIS
  - OVNIS : le Secret des Aliens (I), éd. RAMUEL, 1998
  - OVNIS : la Solution du Mystère ? - Nouvelles Révélations (II), éd. RAMUEL, 1999
  - OVNIS : les Envahisseurs démasqués - L'Unité du Paranormal (III), éd. RAMUEL, 2001
- Extraterrestres & Démons, éd. Bohain / Commission d'études Ouranos, 2002 (avec Jean-Michel Lesage)
- La vie vient d'une intelligence supérieure, éd. JMG, 2002 (rééd. coll. « Énigma », Le Temps Présent, 2009)
- OVNIS : Dossier diabolique, éd. JMG, 2003
- OVNIS : Créateurs de l’Humanité, éd. JMG, 2005
- Les Armées fantômes, et autres multitudes spectrales, éd. JMG, 2006
- Les "Extra-terrestres" avant les Soucoupes Volantes - Catalogue mondial de 370 cas de rencontres des 3e et 4e types, éd. JMG, 2007
- Les OVNIS et le paranormal - 20 dossiers percutants, coll. « Énigma », éd. Le Temps Présent, 2009
- Mystère et magie des enlèvements, coll. « Énigma », éd. Le Temps Présent, 2009
- La grande mystification, tome 1 : Mimétisme et polymorphisme du phénomène OVNI, coll. « Mutation », éd. Le Temps Présent, 14 juin 2012
- La grande mystification, tome 2 : Forces intelligentes inconnues?, coll. « Mutation », éd. Le Temps Présent, 17 octobre 2012